# Кіттаннінг (Пенсільванія)
Кіттаннінг (англ. Kittanning) — місто (англ. borough) в США, в окрузі Армстронг штату Пенсільванія. Населення — 3921 особа (2020).

## Історія
На початку 2000-х років у містечку знімали кінострічку «Людина-метелик»

## Географія
Кіттаннінг розташований за координатами 40°49′43″ пн. ш. 79°31′7″ зх. д. / 40.82861° пн. ш. 79.51861° зх. д. (40.828700, -79.518688). За даними Бюро перепису населення США в 2010 році місто мало площу 3,24 км², з яких 2,58 км² — суходіл та 0,66 км² — водойми.

## Демографія
Згідно з переписом 2010 року, у селищі мешкали 4044 особи в 1856 домогосподарствах у складі 899 родин. Густота населення становила 1249 осіб/км². Було 2109 помешкань (651/км²).
Расовий склад населення:
| - 97,0 % — білих - 0,9 % — чорних або афроамериканців - 0,4 % — азіатів - 0,1 % — корінних американців |

До двох чи більше рас належало 1,4 %. Частка іспаномовних становила 0,9 % від усіх жителів.
За віковим діапазоном населення розподілялося таким чином: 21,6 % — особи молодші 18 років, 59,9 % — особи у віці 18—64 років, 18,5 % — особи у віці 65 років та старші. Медіана віку мешканця становила 40,9 року. На 100 осіб жіночої статі у селищі припадало 82,0 чоловіків; на 100 жінок у віці від 18 років та старших — 77,9 чоловіків також старших 18 років.
Середній дохід на одне домашнє господарство становив 40 501 долар США (медіана — 30 899), а середній дохід на одну сім'ю — 55 181 долар (медіана — 42 625). Медіана доходів становила 44 056 доларів для чоловіків та 36 354 долари для жінок. За межею бідності перебувало 22,6 % осіб, у тому числі 36,5 % дітей у віці до 18 років та 8,3 % осіб у віці 65 років та старших.
Цивільне працевлаштоване населення становило 1618 осіб. Основні галузі зайнятості: освіта, охорона здоров'я та соціальна допомога — 31,3 %, роздрібна торгівля — 21,1 %, виробництво — 8,9 %, науковці, спеціалісти, менеджери — 7,5 %.

## Відомі мешканці

### Уродженці
- Маргарет Рід Льюїс (1881—1970) — американська дослідниця клітинної біології.